# Domingos Duarte
Domingos Sousa Coutinho Meneses Duarte, född 10 mars 1995 i Cascais, är en portugisisk fotbollsspelare som spelar för Granada.

## Landslagskarriär
Duarte debuterade för Portugals landslag den 11 november 2020 i en 7–0-vinst över Andorra.